# Derek Cooke Jr.
Pour les articles homonymes, voir Cooke.
Derek Cooke Jr., né le 23 août 1991 à Washington (district de Columbia) aux États-Unis, est un joueur américain de basket-ball. Il évolue au poste d'ailier fort.

## Biographie

### Carrière universitaire
Cooke Jr. passe sa première année universitaire au Cloud County CC (en).
Puis, il part passe poursuivre son cursus universitaire à l'université du Wyoming où il joue pour les Cowboys entre 2012 et 2015.

### Carrière professionnelle
Le 25 juin 2015, lors de la draft 2015 de la NBA, automatiquement éligible, il n'est pas sélectionné. Le même jour, il signe son premier contrat professionnel en Grèce au Rethymno Cretan Kings. Toutefois, il est libéré par le club durant le mois d'octobre après avoir joué trois matches. Le 2 novembre 2015, il fait des essais avec le Jam de Bakersfield et il est conservé jusqu'à la fin de la saison. Le 13 novembre, il fait ses débuts avec le Jam lors de la défaite 104 à 87 chez les Warriors de Santa Cruz et termine la rencontre avec quatre points, trois rebonds et une interception en 29 minutes.
En juillet 2016, il participe à la NBA Summer League de Las Vegas avec les Suns de Phoenix. En deux matches, il a des moyennes de 2 points, 2 rebonds, 0,67 passes décisives et 1,67 interceptions en 7,9 minutes par match. Le 23 septembre 2016, il signe un contrat avec les Suns de Phoenix pour participer au camp d'entraînement et tenter de faire partie des quinze joueurs retenus au début de la saison NBA 2016-2017. Le 10 octobre 2016, les Suns le libèrent avant le début de la saison.
En octobre 2021, Cooke quitte le Brose Baskets et rejoint le club israélien de l'Hapoël Gilboa Galil.

## Clubs successifs
- 2015-2016 :
  -  Rethymno Cretan Kings B.C. (ESAKE)
  -  Jam de Bakersfield (D-League)
- 2016-2017 :  Suns de Northern Arizona (D-League)
- 2017-2018 :  Perth Wildcats (NBL)
- 2018-2019 :
  -  Suns de Northern Arizona (D-League)
  -  Raptors 905 (D-League)
  -  Hamilton Honey Badgers (LECB)
- 2019-2020 :
  -  Pallacanestro Trieste (Serie A)
  -  Hamilton Honey Badgers (LECB)
- 2020-2021 :  BC Tsmoki-Minsk (VTB United League)

## Statistiques

### Universitaires
| Saison    | Équipe   | Matchs | Titul. | Min./m | % Tir | % 3pts | % LF | Rbds/m. | Pass/m. | Int/m. | Ctr/m. | Pts/m. |
| --------- | -------- | ------ | ------ | ------ | ----- | ------ | ---- | ------- | ------- | ------ | ------ | ------ |
| 2012-2013 | Wyoming  | 34     | 2      | 13,0   | 52,9  | 0,0    | 33,3 | 3,76    | 0,24    | 0,21   | 0,29   | 3,09   |
| 2013-2014 | Wyoming  | 33     | 32     | 22,6   | 62,9  | 0,0    | 44,9 | 5,85    | 0,97    | 0,67   | 0,88   | 6,09   |
| 2014-2015 | Wyoming  | 35     | 35     | 26,3   | 72,0  | 100,0  | 54,3 | 5,83    | 0,94    | 0,86   | 0,89   | 8,09   |
| Carrière  | Carrière | 102    | 69     | 20,7   | 64,6  | 33,3   | 46,5 | 5,15    | 0,72    | 0,58   | 0,69   | 5,77   |

### Professionnelles

#### Europe
| Saison    | Équipe   | Matchs | Titul. | Min./m | % Tir | % 3pts | % LF | Rbds/m. | Pass/m. | Int/m. | Ctr/m. | Pts/m. |
| --------- | -------- | ------ | ------ | ------ | ----- | ------ | ---- | ------- | ------- | ------ | ------ | ------ |
| 2015-2016 | Rethymno | 3      | 0      | 12,4   | 80,0  | 0,0    | 0,0  | 3,33    | 0,00    | 0,00   | 0,33   | 2,67   |

#### D-League
| Saison    | Équipe      | Matchs | Titul. | Min./m | % Tir | % 3pts | % LF | Rbds/m. | Pass/m. | Int/m. | Ctr/m. | Pts/m. |
| --------- | ----------- | ------ | ------ | ------ | ----- | ------ | ---- | ------- | ------- | ------ | ------ | ------ |
| 2015-2016 | Bakersfield | 47     | 21     | 23,4   | 56,3  | 0,0    | 49,4 | 7,04    | 1,09    | 0,74   | 0,77   | 4,83   |

## Vie privée
Cooke est le fils de Derek Sr. et le beau-fils de Tyrone et Debbie Slade. Il est diplômé en sociologie.